# San Pietro Infine
 San Pietro Infine  község (comune) Olaszország Campania régiójában, Caserta megyében.

## Fekvése
A megye északnyugati részén fekszik, Nápolytól 70  km-re északnyugatra, Caserta városától 50 km-re északnyugati irányban. Határai: Mignano Monte Lungo, San Vittore del Lazio és Venafro.

## Története
A vidék első lakosai i. e. 3 században az oszkok és a szamniszok voltak. A települést a rómaiak alapították a harmadik szamniszi háború után. A település erődítménye kora középkori, ekkor a vidék a Monte Cassinó-i bencés apátság birtoka volt. A következő századokban nemesi birtok volt. A 19. században nyerte el önállóságát, amikor a Nápolyi Királyságban felszámolták a feudalizmust. A település volt a helyszíne a második világháború egyik jelentős olaszországi ütközetének a San Pietró-i csatának, amelyről John Huston készített dokumentumfilmet. A második világháború pusztításai után teljesen ujjáépítették.

## Népessége
A népesség számának alakulása:

## Főbb látnivalói
Legértékesebb műemléke a 16. századi San Michele-templom.